# Lesbian Avengers
The Lesbian Avengers (Les lesbiennes vengeresses) est un collectif féministe lesbien, fondé par six activistes, en 1992, à New York. Il est à l'origine de la première Dyke March et de son développement dans le monde.

## Fondation
Le groupe des Lesbian Avengers est fondé par Ana María Simo, Sarah Schulman, Maxine Wolfe, Anne-Christine d'Adesky, Marie Honan et Anne Maguire, militantes lesbiennes impliquées dans diverses associations LGBT+, comme le théâtre Medusa's Revenge, ACT UP et ILGO (Organisation irlandaise des lesbiennes et des gays). Elles définissent les Lesbian Avengers comme « un groupe d'action axé sur des questions vitales pour la survie et la visibilité des lesbiennes, ».
Leur premier dépliant, distribué à la Marche des fiertés de New York, invite les lesbiennes à militer pour elles : « LESBIENNES ! GOUINES ! HOMOSEXUELLES ! Nous gaspillons nos vies à faire attention. Imaginez ce que votre vie pourrait être. Êtes-vous pas prêtes à y arriver ? ». Le manifeste du collectif, Dyke Manifesto, édité en 1993, invite lui : « Toutes les lesbiennes à se réveiller ».

## Activisme

### Rainbow Curriculum
La première action des Lesbian Avengers a lieu le 9 septembre 1992. À cette époque, la droite américaine veut supprimer un programme scolaire « Rainbow Curriculum » car celui-ci présente des personnes homosexuelles aux enfants de primaire. Certains activistes comme Ana María Simo accusent les politiques, en plus d'être homophobes, de mener une campagne raciste contre un programme multiculturel.
Réunies dans une école primaire du Queens, où l'opposition au « Rainbow Curriculum » est la plus forte, les militantes du collectif défilent avec une fanfare entièrement lesbienne, distribuent des ballons à la lavande et portent des tee-shirts avec l'inscription : « J'étais une enfant lesbienne ».
Les Lesbians Avengers manifestent sans permis et refusent de demander l'autorisation de s'exprimer. L'organisatrice Kelly Cogswell déclare à ce sujet en 1994 : « Si nous demandons un permis; ils peuvent dire non ».

### Eating Fire
Parmi les actions récurrentes des Lesbian Avengers, l'utilisation du feu tient une place majeure. Dans l'un de ses rares articles sur les Avengers, le New York Times explique l'origine du eating fire : 

« C'est né d'une tragédie. L'année dernière, une lesbienne et un homosexuel, Hattie Mae Cohens et Brian Mock, ont été brûlés vifs à Salem, dans l'Oregon, après qu'un cocktail Molotov ait été jeté dans l'appartement qu'ils partageaient. Un mois plus tard, à l'Halloween, lors d'un mémorial aux victimes à New York, les Avengers (alors nouvellement organisées) ont rendu hommage aux morts. Elles ont mangé du feu en scandant, comme elles le font encore: "Le feu ne nous consumera pas. Nous le prenons et le faisons nôtre". »

Depuis la première performance de crachage de feu, à Washington, en 1993, les Lesbian Avengers reproduisent plusieurs fois cette action. Nombre de photographies les représentent en train de « manger du feu ».

### Dyke March de 1993
La première Dyke March est organisée à Washington, pendant la marche des fiertés de la ville, le 24 avril 1993. Plus de 20 000 femmes participent à la manifestation.
Christina McKnight, membre des Lesbian Avengers, explique en 1997 : « C'est une action de désobéissance civile. Nous pensons que c’est notre droit de marcher. La marche de la fierté est formidable, mais les lesbiennes ont des droits spécifiques pour lesquels nous devons marcher… Nous avons besoin de notre propre espace ».

## Réseau et influence
Plusieurs sous-groupes des Lesbian Avengers voient le jour aux États-Unis. Encore aujourd'hui, certaines organisations locales telles que les Lesbian Avengers de San Francisco se mobilisent pour défendre leurs droits, comme lors de la manifestation contre la proposition 8, visant à interdire le mariage entre personnes de même sexe en Californie, en 2008.
En France, en avril 2021 est organisé la première Dyke march, à Paris et dans plusieurs villes françaises. À l'initiative du collectif Collages lesbiens, l'affiche de l'évènement reprend une photographie emblématique de eating fire des Lesbian Avengers.

## Réception
La journaliste de Newsweek, Eloise Salholz, couvrant la marche de 1993, écrit que, selon elle, la popularité des Lesbian Avengers vient de la période de leur création. C'était un moment où les lesbiennes étaient de plus en plus fatiguées d'œuvrer aux droits de la communauté LGBT+ et féministe, sur des questions comme le sida et l'avortement alors que leurs propres problèmes n'étaient pas médiatisés. La journaliste évoque aussi l'importante invisibilité des lesbiennes dans la société et la misogynie de la communauté LGBT de l'époque.